# Sam Kee Building
Sam Kee Building – zabytkowy budynek handlowy zlokalizowany przy West Pender Street 8 w Vancouver (Kanada). Obiekt figuruje w Księdze Rekordów Guinessa, jako najwęższy budynek handlowy na świecie.

## Historia
Budynek o dużej wartości architektonicznej wzniesiono w 1912 lub 1913. Ma długość 30 metrów i szerokość 1,8 metra. Na drugim piętrze pozostaje szerszy, dzięki wystającym oknom wykuszowym. Ma też piwnicę, która sięga dalej niż elewacja, pod chodnik. Nietypowe proporcje obiektu wynikły ze sporu, w trakcie którego miasto wywłaszczyło większość działki w celu poszerzenia ulicy, bez rekompensaty właścicielowi, przedsiębiorstwu chińskiego imigranta, Sam Kee (należącego do zamożnego kupca Chang Toy, znanego w okolicy, jako Sam Kee), które wykorzystało komercyjnie pozostały skrawek działki.
Istotną wartość architektoniczną mają wykusze, charakterystyczne dla wielu budynków Chinatown z początku XX wieku. Parter przeznaczono na sklepy detaliczne, a piętro dla organizacji społecznej i na mieszkania. W piwnicy prawdopodobnie znajdowała się łaźnia publiczna.

## Galeria

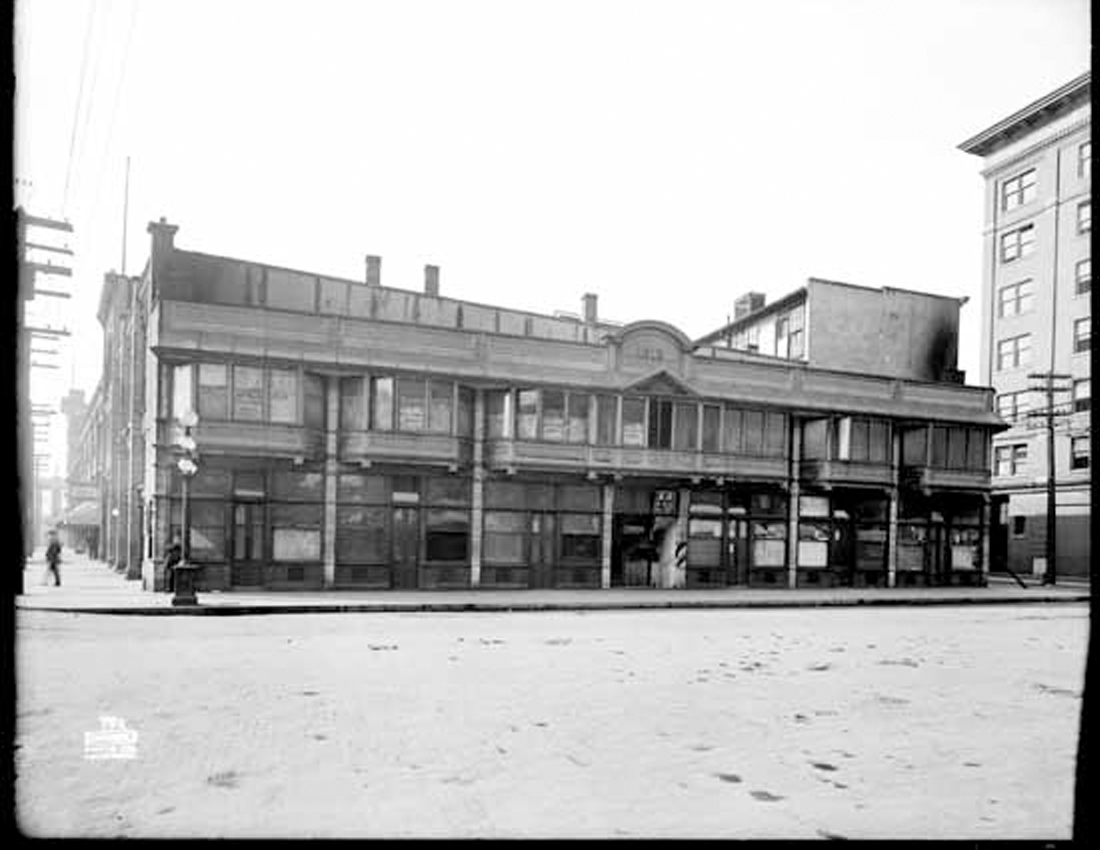
Budynek wkrótce po otwarciu
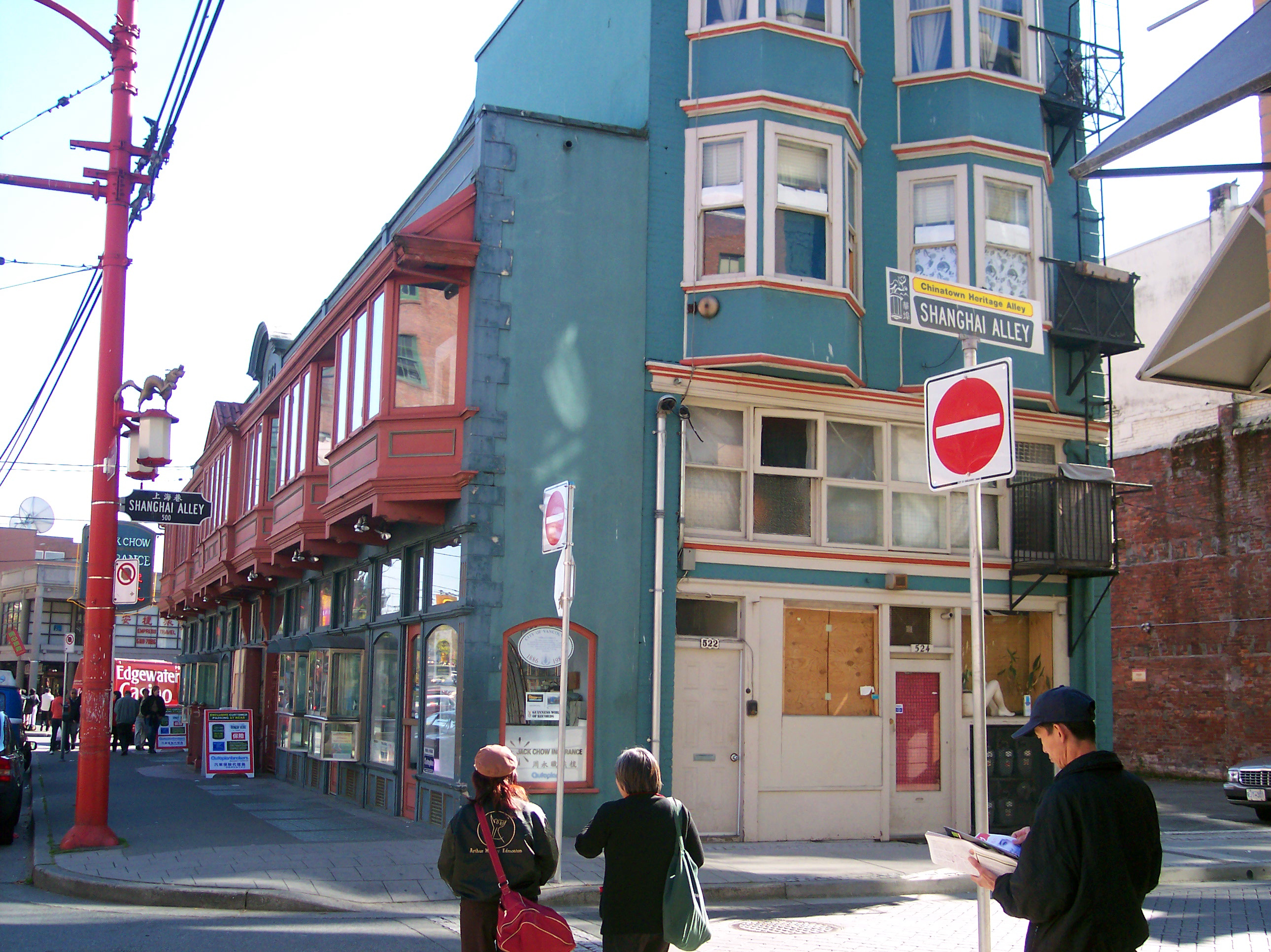
Widok z boku
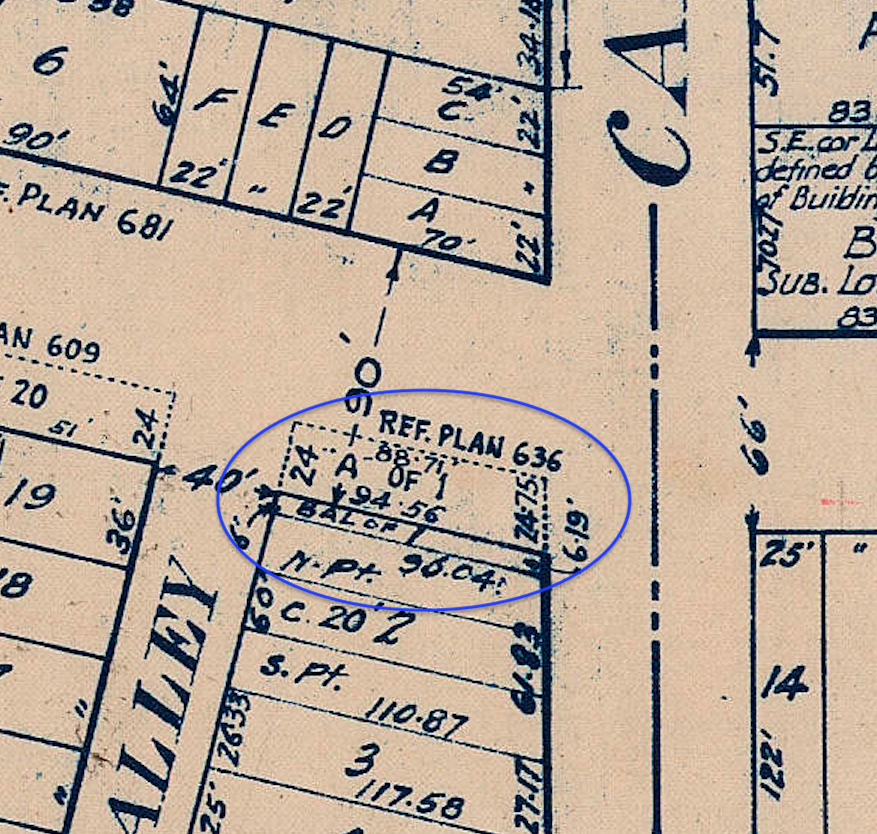
Plan umniejszonej działki